# 3726 Johnadams
3726 Johnadams (1981 LJ) là một tiểu hành tinh vành đai chính được phát hiện ngày 4 tháng 6 năm 1981, bởi E. Bowell ở Flagstaff (AM).